# Майя Ковалевська
Майя Ковалевська (латис. Maija Kovaļevska; 21 вересня 1979, Рига, СРСР) — латвійська оперна співачка (сопрано).

## Біографія
Майя Ковалевська народилася  року у Ризі. Закінчила Латвійську академію музики.

## Нагороди
- «Опералія», I премія (2006)